# Transcontinental Race

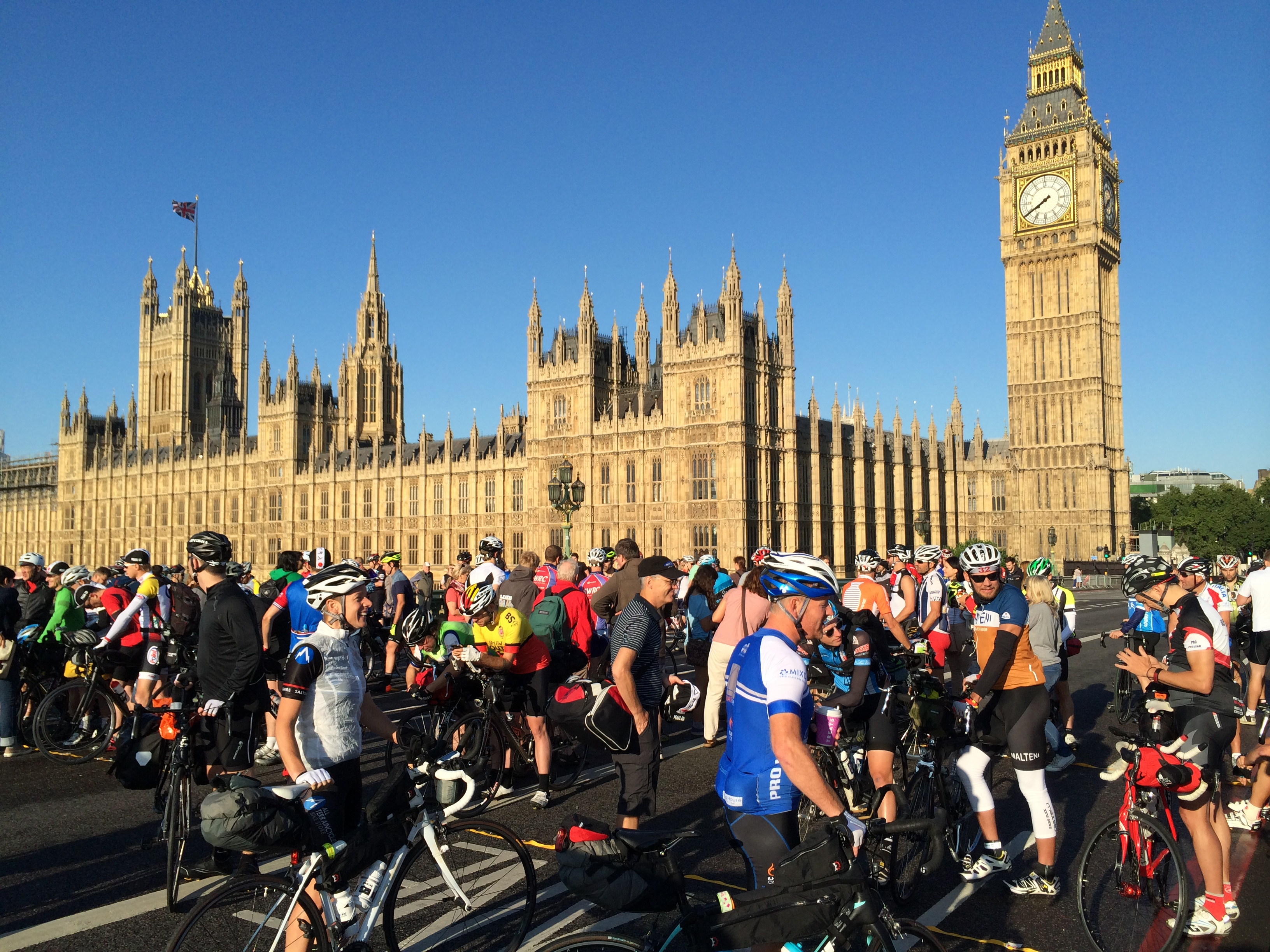
Start des Transcontinental Race 2014 in London

Das Transcontinental Race, Eigenschreibweise The Transcontinental Race, kurz TCR oder Transcontinental, ist ein seit 2013 jährlich ausgetragenes Ultradistanz-Radrennen in Europa und teilweise im westlichen Asien. Bei Gründung war es das längste Rennen dieser Art in Europa. Bei dem Rennen gilt das Selbstversorgerprinzip: Die Teilnehmer sind unbegleitet und müssen sich auf der Strecke selbst versorgen. Bis auf mehrere Kontrollpunkte, die von allen passiert werden müssen, muss auch die Streckenplanung selbst organisiert werden. Spitzenfahrer sind bei jährlich schwankenden Fahrdistanzen von 3200 bis 4200 Kilometer etwa sieben bis zehn Tage unterwegs. Eine große Anzahl an Startern muss das Rennen jedes Jahr vorzeitig beenden, 2024 kamen nur 55 % der Teilnehmer ins Ziel.
2019 gewann die Langdistanzfahrerin Fiona Kolbinger das Rennen als Erste sowohl in der Frauenwertung als auch in der Gesamtwertung vor 264 Männern.

## Route
Nach einem Massenstart führen die Routen einmal quer durch Europa. Dabei müssen auf dem Weg zum Ziel zwischen zwei und vier Kontrollpunkte respektive „Parcours“ (vorgegebene Teilstrecken vor oder nach einem Kontrollpunkt) passiert werden. Start, Ziel und Kontrollpunkte variieren regelmäßig.
Meistens verlaufen die Routen von der Nordsee (Belgien) in Richtung Ägäis oder Bosporus. 2019 ging es erstmals nordwärts und die Europa-Querung verlief von Ost nach West: von der bulgarischen Schwarzmeerküste an den Atlantik in der französischen Bretagne. Auch bei der elften Austragung 2025 war das Ziel nördlicher als der Start mit einer West-Ost-Querung des Kontinents von Galicien im Nordwesten Spaniens ans Schwarze Meer in Rumänien inklusive Fährenpassage über die Adria. 

## Regeln
Die aktuellen Regeln sind auf der offiziellen Website gelistet. Die Idee eines Selbstversorgerrennens ist dabei eine elementare Komponente. Untersagt ist jegliche Hilfeleistung anderer Rennfahrer, Begleiter oder Familienmitglieder. Erlaubt ist die Nutzung öffentlicher Angebote wie von Fahrradgeschäften, Restaurants, nicht im Voraus gebuchter Hotels.
Neben Einzelfahrern können Teilnehmer auch in der Kategorie „Paar“ als Zweierteam antreten.
Die Regeln lassen sich in zehn Kernpunkten zusammenfassen:
1. Fahre vom Start bis zum Ziel über die angegebenen Kontrollpunkte
2. Keine Unterstützung, Versorgung oder Unterkunft von Dritten
3. Kein Windschatten (Außer Paare mit ihrem Rennpartner)
4. Jegliche Vorwärtsfahrt muss aus eigener Kraft entstehen
5. Fähren nur auf genehmigten Streckenabschnitten
6. Alle Fahrer müssen einen Nachweis über ihre Fahrt aufbewahren
7. Bei Inaktivität von über zwei Tagen ohne Rückmeldung ist man ausgeschieden
8. Bei Fahrt ohne Helm, Versicherung oder Fahrradlichtern ist man ausgeschieden
9. Fahrer müssen die örtlichen Regeln beachten
10. Fahre mit Selbstvertrauen und Chancengleichheit

## Die Rennen
| Nr.                                                           | Jahr | Teilnehmer | Start                  | Checkpoints                                                                           | Ziel         | Sieger                 | Schnellste Frau      |
| ------------------------------------------------------------- | ---- | ---------- | ---------------------- | ------------------------------------------------------------------------------------- | ------------ | ---------------------- | -------------------- |
| 1                                                             | 2013 | 30         | London                 | Geraardsbergen, Stilfser Joch                                                         | Istanbul     | Kristof Allegaert      | Juliana Buhring      |
| 2                                                             | 2014 | 87         | London                 | Paris, Stilfser Joch, Lovćen                                                          | Istanbul     | Kristof Allegaert -2-  | Pippa Handley        |
| 3                                                             | 2015 | 172        | Geraardsbergen         | Mont Ventoux, Colle dell’Assietta, Vukovar, Lovćen                                    | Istanbul     | Josh Ibbet             | Jayne Wadsworth      |
| 4                                                             | 2016 | 216        | Geraardsbergen         | Col de Ceyssat, Furkapass, Passo di Giau, Durmitor                                    | Çanakkale    | Kristof Allegaert -3-  | Emily Chappell       |
| 5                                                             | 2017 | 282        | Geraardsbergen         | Lichtenstein, Monte Grappa, Hohe Tatra, Transfăgărașan                                | Meteora      | James Hayden           | Melissa Pritchard    |
| 6                                                             | 2018 | 251        | Geraardsbergen         | Bielerhöhe, Mangartstraße, Spindlerpass, Bjelašnica                                   | Meteora      | James Hayden -2-       | Ede Harrison         |
| 7                                                             | 2019 | 258        | Burgas                 | Busludscha-Denkmal, Vranje, Pettneu am Arlberg, Alpe d’Huez                           | Brest        | Fiona Kolbinger        | Fiona Kolbinger      |
| 2020 und 2021 keine Austragung aufgrund der COVID-19-Pandemie |      |            |                        |                                                                                       |              |                        |                      |
| 8                                                             | 2022 | 350        | Geraardsbergen         | Krupka, Passo di Gavia, Durmitor, Transalpina                                         | Burgas       | Christoph Strasser     | Fiona Kolbinger -2-  |
| 9                                                             | 2023 | 339        | Geraardsbergen         | Splügenpass, Jezersko, Peshkopia, Meteora                                             | Thessaloniki | Christoph Strasser -2- | Jaimi Wilson         |
| 10                                                            | 2024 | 302        | Roubaix                | Vršičpass, Bjelašnica, Prevalla, Çanakkale                                            | Istanbul     | Robin Gemperle         | Jana Kesenheimer     |
| 11                                                            | 2025 | 394        | Santiago de Compostela | Picos de Europa, Col du Tourmalet, Strada dell’Assietta, Siena, Burrel (Qafë Shtama), | Constanța    | Victor Bosoni          | Jana Kesenheimer -2- |

## Organisation

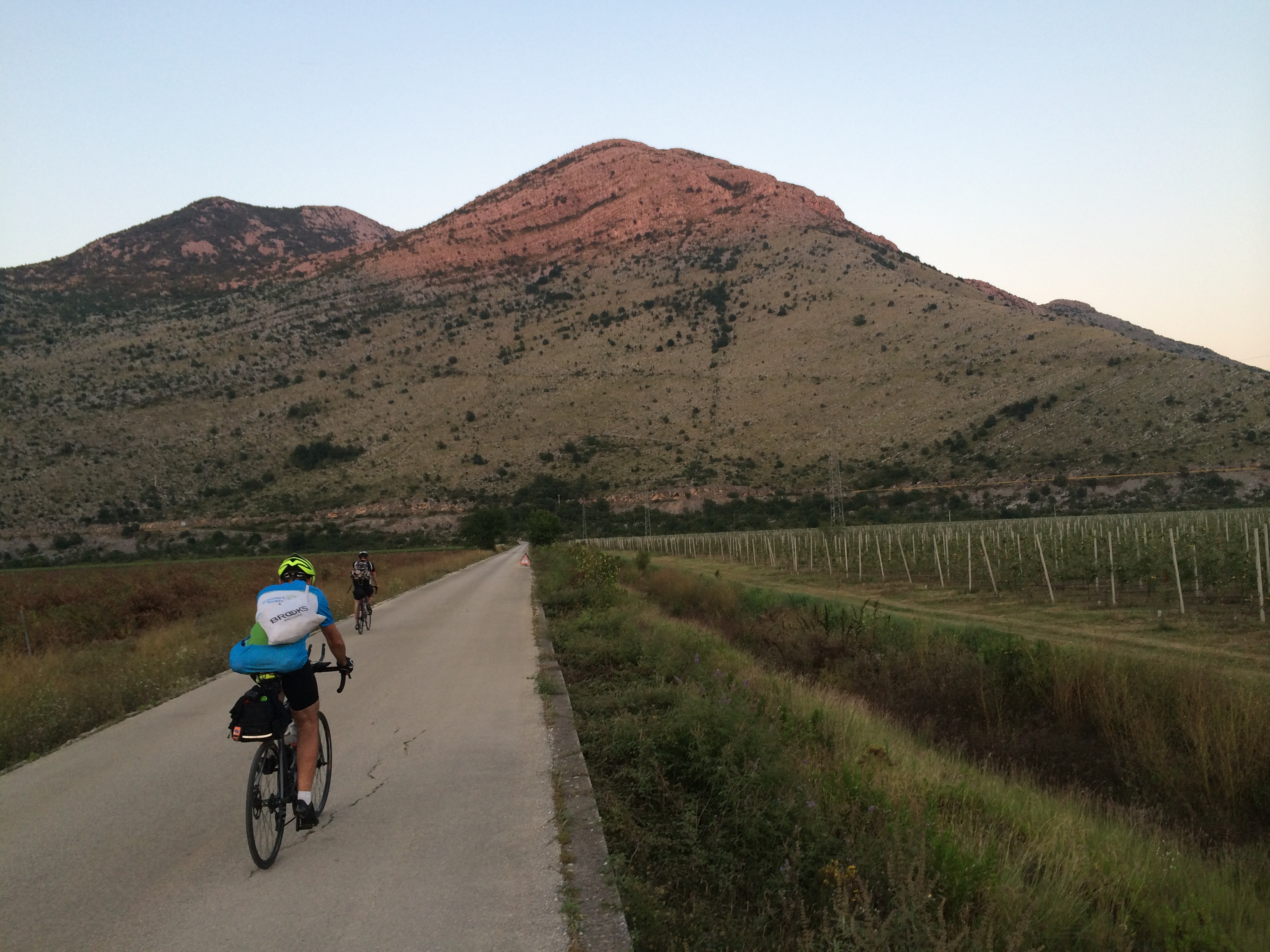
TCR-Teilnehmer in der Herzegowina

Das Rennen wurde 2013 von Mike Hall ins Leben gerufen, der neben zahlreichen Events auch den Weltumfahrungsrekord 2012 aufstellte, 2014 das TransAm Bicycle Race sowie 2013 und 2016 die Tour Divide gewann.
Das Rennen wurde durch Mike Hall von 2013 bis 2016 bis zu seinem frühen Tod 2017 organisiert. Danach gründeten Teilnehmer des Rennens im Gedenken an ihn die Organisation „Lost Dot“, die seither das Rennen organisiert.

## Mike Hall Stipendium
Lost Dot führte das Mike Hall-Stipendium ein, um Fahrer aus Haushalten mit niedrigem Einkommen bei der Teilnahme am Transcontinental Race zu unterstützen. Nachdem drei Fahrer während TCRNo8 und vier Fahrer während TCRNo9 unterstützt wurden, wird das Stipendium erneut für TCRNo10 durchgeführt. Der Stipendienfonds spiegelt Mike Halls Engagement für Gleichberechtigung und den Ehrgeiz von Lost Dot wider, bei der Verbesserung von Vielfalt, Gleichberechtigung und Inklusion im Radsport eine Vorreiterrolle zu übernehmen. Eines der Hauptziele des Transcontinental ist die Zugänglichkeit. Der Veranstalter glaubt daran, dass der Unterschied im Abenteuerrennsport die Begabung, Athletik und Einstellung des Einzelnen sein sollte, nicht sein Budget. Rennsport soll für alle zugänglich und erschwinglich sein, genau wie das Fahrrad selbst.